# 郡内弁
郡内弁（ぐんないべん）は、山梨県の郡内地方で話される日本語の方言。郡内地方は東京都多摩地域や神奈川県相模原市周辺との交流が多かったために、これらの地域の方言（多摩方言、神奈川県方言）と似た特徴を持ち、特に神奈川県旧津久井郡西部の方言と共通し合っている。

## 概要
山梨県の方言は郡内地方と国中地方で大きく異なり、郡内の方言は関東方言（西関東方言）、国中の方言（いわゆる甲州弁）は東海東山方言（ナヤシ方言）に分類される。両者の違いの代表例として、郡内では意志・推量の助動詞に「べー」、否定の助動詞に「ない」系を用いるのに対し、国中では意志・推量に「ず」「ずら」、否定に「ん」を用いることが挙げられる。ただし、郡内のなかでも地域差があり、東から西に移るにつれて語法や語彙に国中と共通する特徴が漸層的に現れる。

## 発音
山梨県内では「帰る→けーる」「大根→でーこ」「お蚕→おけーこ」といった連母音の融合が盛んであるが、郡内の広い地域（大月市・都留市・西桂町・旧河口湖町・富士吉田市・忍野村・山中湖村・道志村など）では拗音化が起こり、「ニャーニャー言葉」と呼ばれる。「郡内→ぐんにゃー」「帰る→きゃーる」「大根→でゃーこ」「お蚕→おきゃーこ」など。その他の発音・音韻体系・アクセントについては郡内と国中で大きな違いはない。

## 語法
- 意志・推量の助動詞に「行くべー（＝行こう）」「降るべー／降るだんべー（＝降るだろう）」のように「べー」を用いる（国中は「行かず／行かざー」「降るずら／降るら」）[1]。ただし、国中に近づくにつれてナヤシ方言の特徴である「ら／ずら」を用いる地域が現れる[4]。意志・推量ともに「べー」を用いるのは東京都と神奈川県に接する上野原市・北都留郡・道志村の一部で、大月市・都留市以西では推量には「降るら／降るずら」のように「ら／ずら」を用いる地域が多く、鳴沢村や富士河口湖町の大部分では意志も国中と同じ「行かず／行かざー」を用いる[1]。
- 否定の助動詞に「書かねー」「書かにゃー」のように「ない」が変化した「ねー」または「にゃー」を用いる（国中は西日本系の「ん」）[5]。否定の仮定形には「書かなけりゃー」または「書かにゃーじゃー」のような形をとる[5]。
- 南都留地域において過去の助動詞に「かっとー（＝買った）」のように「とー」を用いることがある。これは国中方言や奈良田方言にも見られる特徴である[4]。
- 挨拶ことばなどで用いられる丁寧語として「がす」や「ござんす」がある（国中は「やす」「いす」「ごいす」）[6]。
  - （例）お寒うがす、お寒うござんす（お寒うございます）[7]
  - （例）知りとうがす（知りとうございます）[8]
- 仮定形と接続助詞「ば」は「起きれば→おきりゃー」「来れば→くりゃー」「寒ければ→さぶけりゃー」のように融合が顕著に起こる[9]。なお、断定の助動詞および形容動詞の活用語尾「だ」の仮定形には「では」が融合した「じゃー」を用いることが多い[10]。
- 格助詞「が」「の」が「ん」になる傾向や、格助詞「を」が前の語と合わさって変化する特徴は国中と共通して郡内でも見られる[9]。加えて郡内では係助詞「は」も前の語との融合が顕著に起こる[9]。
  - （例）説明ん上手だ（説明が上手だ）[9]
  - （例）お茶ん飲みたい方（お茶の飲みたい方）[9]
  - （例）山は→やまー、海は→うみゃー、美しくは→うつくしかー、静かでは→しずかじゃー[9]
- 「ばかり」に相当する副助詞として国中では「ばか」を用いるが、郡内では「ばっか／ばっかし」のほか「ばんべー」「べー」という独特の表現がある[9]。
  - （例）それっきりばんべーのこんであんだ（そればかりのことで何だ）[9]
  - （例）雨べー降って困るなー（雨ばかり降って困るなー）[9]
- 逆接の接続助詞「けんど」や原因理由を表す接続助詞「で」は国中と郡内で共通する[9]。
- 特色のある終助詞には、肯定を表す「かー」、確かめや念押しを表す「え」、軽い決意などを表す「わな」、禁止を表す「なよ」などがあり、一部の地域では命令形に親愛・丁寧の気持ちを込める「んな」や親愛・丁寧を表す「に」などもある[9]。
  - （例）ほーかー（そうか）[9]
  - （例）インフレたーあんのことだえ（インフレとは何のことだね）[9]
  - （例）あんでもするだわな（何でもするよ）[9]
  - （例）あにがあんでも喧嘩こさーやるなよ（何が何でも喧嘩こそはやるなよ）[9]
  - （例）あっちーいけんな（あちらへ行けよ）[9]
  - （例）昨日行っとーに（昨日行きましたよ）[9]